# Дюрьё де Мезоннёв, Мишель Шарль
Мишель Шарль Дюрьё де Мезоннёв (фр. Michel Charles Durieu de Maisonneuve; 1796—1878) — французский военный деятель и ботаник, работавший в Бордо.

## Биография
Мишель Шарль Дюрьё родился 7 декабря 1796 года в коммуне Сент-Этроп-де-Борн во французском департаменте Ло и Гаронна.
Учился в военной школе Бриен, затем перешёл в Сен-Сир, где стал лейтенантом. С 1813 году служил во французской армии, принимал участие в военных походах во Франции и Испании.
В 1823 году Дюрьё принял участие во взятии форта Трокадеро, завершившем гражданскую войну в Испании.
В 1825 году Мишель Шарль заинтересовался альгологией, стал изучать прибрежные водоросли. Дюрьё де Мезоннёв принял участие в Морейской экспедиции французской армии, где служил до 1848 года. В 1835 году он путешествовал по Испании и Португалии, исследовал местную флору. В 1840—1844 годах Дюрьё принимал участие в научной экспедиции в Алжир, где собрал множество образцов тайнобрачных растений.
С 1858 по 1876 Дюрьё де Мезоннёв работал директором Ботанического сада Бордо, с 1867 по 1877 он был профессором Университета Бордо. Мишель Шарль Дюрьё скончался 20 февраля 1878 года.
Образцы высших растений, собранные Дюрьё, хранятся в Парижском национальном гербарии в Музее естественной истории (P). Образцы мхов, грибов и водорослей хранятся в Криптогамическом гербарии Музея (PC).

## Некоторые научные работы
- Durieu de Maisonneuve, M.; Bory de Saint-Vincent, M.M. (1846—1849). Exploration scientifique de l’Algérie. Botanique I. 600 p.
- Durieu de Maisonneuve, M.; Cosson, M.E. (1849—1868). Exploration scientifique de l’Algérie. Botanique II. 333 p.

## Роды растений, названные в честь М. Ш. Дюрьё
- Duriaea Bory & Mont., 1843, nom. illeg. [syn.  Riella Mont., 1852]
- Durieua Boiss. & Reut., 1842, nom. illeg. [syn.  Daucus L., 1753]
- Durieua Mérat, 1829 [syn.  Lafuentea Lag., 1816]
- Duriella Bory ex Billot, 1861 [syn.  Riella Mont., 1852]
- Maisonneuvea Trevis., 1877 [syn.  Riella Mont., 1852]
- Riella Mont., 1852